# حجر بيكتي

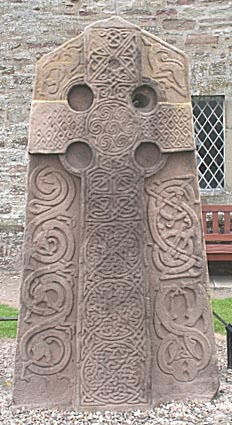
حجر بيكتي يعود لحوالي عام 800م

الأحجار البيكتية نوع من الأعمدة الأثرية الضخمة، المنحوتة أو المنقوشة بشكل عام برموز أو تصاميم. قليلٌ منها يحمل نقوش أوغهامية. تقع هذه الأحجار في اسكتلندا، معظمها شمال خط نهري كلايد وفورث وعلى الجانب الشرقي من البلاد، تعدّ هذه الأحجار الدليل المتبقي الأوضح لقبائل البيكت، ويُعتقد أنها تعود إلى الفترة ما بين القرن السادس والقرن التاسع، وهي الفترة التي تحولت فيها قبائل البيكت إلى المسيحية. لا توجد أوجه تشابه بين الأحجار السابقة وبقية الجُزر البريطانية، ولكن الأشكال اللاحقة هي أشكال مختلفة ضمن تقليد جزيري أوسع من الأحجار الضخمة مثل الصلبان المرتفعة. نجا نحو 350 من القطع المُصنّفة كأحجار بيكتية، حاملةً معها أمثلة عن رموز أحجار بيكت الغامضة، التي أثارت اهتمام الباحثين لفترة طويلة.

## تصنيف
صنَّف جي روميلي ألان وجوزيف أندرسون في كتاب أوائل الآثار المسيحية في اسكتلندا (1903) حجر بيكتي على ثلاث مجموعات. لاحظ النُقّاد وجود نقاط ضعف في هذا النظام، ولكنه معروف على نطاق واسع وما يزال يُستخدم في المجال. قد يكون التصنيف مضللًا، بالأخص بالنسبة للعديد من الأحجار غير المُكتملة. اعتبر ألان وأندرسون تصنيفهما مُستمدًا من فترات مُتمايزة بالتسلسل، ولكن بات من الواضح الآن أن هناك فترة طويلة أُنتجت فيها حجارة من كلا الصنفين الأول والثاني.
- الصنف الأول: الأحجار غير المصقولة مع رموز منقوشة فقط. لا يوجد صليب على أيّ من الجانبين. يعود تاريخ أحجار الصنف الأول إلى القرن السادس والسابع والثامن.
- الصنف الثاني: أحجار ذات شكل أكبر أو أصغر من المستطيل مع صليب كبير ورموز على أحد الجانبين أو كليهما. نُحتت الرموز بالإضافة إلى الزخارف المسيحية بشكل بارز وتشبّعَ الصليب مع محيطه بالتصميمات. يعود تاريخ أحجار الصنف الثاني إلى القرن الثامن والتاسع.
- الصنف الثالث: لا تحتوي هذه الأحجار على رموز لقبائل البيكت اصطلاحيًّا. قد تكون الأحجار ألواحًا متصالبة، وعلامات قبور راقدة، وصلبانًا حُرة الاستناد، وأضرحة حجرية مُركبة. نشأت في القرن الثامن أو التاسع. تصف اسكتلندا التاريخية هذا الصنف بأنه «تبسيطيٌّ للغاية» و«في الوقت الحاضر لا تُعتبر هذه الفئة مفيدة. قد تنتمي القِطعة الباقية إلى أثر تاريخي لرمز مسيحي».[3]

تندمج الأحجار الاسكتلندية لاحقًا في التقاليد البريطانية والأوروبية العائدة للقرون الوسطى.

## الغرض والمعنى
لم يُفهم الغرض والمعنى من الأحجار بوضوح، والنظريات المختلفة المُقترحة لرموز أحجار الصنف الأول -التي تُعتبر قبل تاريخ انتشار المسيحية إلى قبائل البيكت- هي نظريات تخمينية في الأساس. تندرج العديد من الأحجار المسيحية من الصنف الثاني والثالث بسهولة أكبر ضمن فئات يُمكن التعرف عليها مثل شواهد القبور. قد تكون الأحجار ذات الرموز السابقة بمثابة تذكارات شخصية أو علامات إقليميّة، مع رموز لأسماء فردية أو عشائر أو أنساب أو قبائل، على الرغم من وجود العديد من النظريات الأخرى، والتفسيرات المُقترحة لمعاني الرموز.

### المعيارية الرموز
تحتوي حجارة الصنف الأول والثاني على رموز من مجموعة مميزة من الإيديوغرافات (الرسوم الفكرية)، العديد منها فريد من نوعه في الفن البيكت، ويُعرف باسم الرموز البيكتية. إنَّ العدد الدقيق للرموز البيكتية المميزة غير مؤكد، فثمة جدل حول ما يُشكل رمزًا بيكتيًا، وما إذا كان ضروريًا جمع بعض الأشكال المتنوعة معًا أو بشكل منفصل. تتجاوز التقديرات الأكثر شمولًا ستين رمزًا مُختلفًا، ولكن التقدير الأكثر نموذجية هو «نحو ثلاثين»، أو «نحو أربعين» وفقًا لاسكتلندا التاريخية.